# De missarum mysteriis
 (juin 2023).
Les Mystères des messes (De missarum mysteriis) est le second ouvrage du cardinal Lothaire de Segni, écrit vers 1196 après le De miseria condicionis humanae. D'après son prologue, il vise à étudier la messe pontificale : 

« Mais parmi tous les sacrements, on reconnaît que celui qui est célébré dans l’office de la très sainte messe, au-dessus de la table de l’autel, est tout particulier… J’ai établi d’exposer la coutume du siège apostolique, non pas celle qu’on lit qu’elle avait jadis, mais celle qu’on lui reconnaît avoir maintenant, elle qui est la mère et la maîtresse des autres Églises, par disposition du Seigneur »

— Innocent III : la stupeur du monde.
Christoph Egger considère que le texte est connu à travers 245 manuscrits. Le traité se compose de six parties correspondant à l’analyse d’une pièce de la messe pontificale telle qu’on la célébrait au Latran. La première partie suit toutefois une autre logique, thématique, en s’intéressant aux personnes qui servent la messe et à leurs vêtements. Les parties II, III, V et VI sont d’une grande unité de ton, de vocabulaire et de construction. En effet, suivant pas à pas le déroulement de la messe d’après l’ordo romain, Lothaire dévoile les mysteria de chaque geste, objet, ministre et parole. La IV se concentre en revanche sur le canon de la messe et utilise un vocabulaire plus dialectique.
Les Mystères des messes ont constitué une étape importante dans les débats théologiques autour de la messe. En effet, malgré un fond peu original, le jeune cardinal y répondait à une double nécessité didactique et intellectuelle en offrant une justification raisonnée de chaque signe et objet de la messe pontificale.

## Editions
- Lothaire de Segni / Innocent III. Les Mystères des messes. Présentation, édition critique, traduction française d’Olivier Hanne, Huningue, Presses universitaires Rhin et Danube, 2022  (ISBN 978-2-493323-33-0)[6].
- Patrologia latina, vol. 217, col. 770-916[7].
- G. Comelli, Il De sacro altaris mysterio di Lotario dei Conti di Segni, Milan, 1961.
- D. F. Wright, Innocent III. A medieval commentary on the Mass microform : Particulae 2-3 and 5-6 of the De missarum mysteriis (ca. 1195) of Cardinal Lothar of Segni (Pope Innocent III), Thèse, University of Notre Dame, 1977.
- S. Fioramonti, Il sacrosanto mistero dell’altare (De sacro altaris mysterio), traduction italienne, Cité du Vatican, Libreria Editrice Vaticana, 2002.